# Nasavské hrabství
Nasavské hrabství (německy Grafschaft Nassau) byl stát ve Svaté říši římské v letech 1125 až 1806, přičemž v letech 1052–1576 bylo rodovým hrabstvím. Od roku 1255 bylo většinou rozděleno na více částí, které se různě spojovaly a dělily. Tyto zbylé části se v roce 1806 na Napoleonův příkaz sjednotily v jednotné vévodství Nasavsko.

## Historie

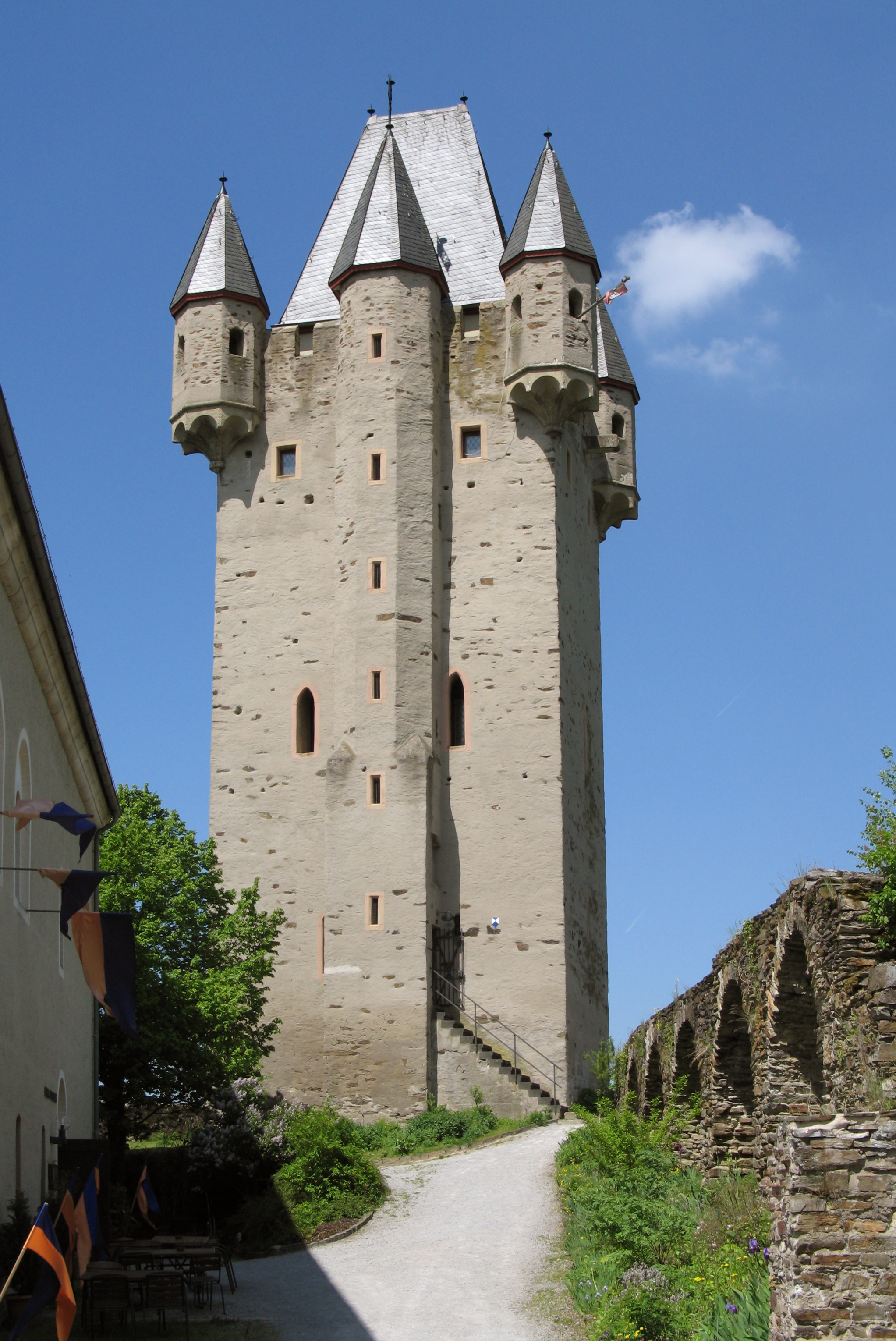
Hrad Nassau

Zakladatel rodu Nasavských hrabě Dudo-Oldřich sídlil na hradě Laurenburg, který se nachází několik kilometrů od současného města Nassau na horním toku řeky Lahn. Jeho syn Robert I. nechal postavit v Nassau hrad přibližně roku 1125 a sám se nazýval „hrabětem z Nassau“. Titul nasavského hraběte byl potvrzen až roku 1159 tj. pět let po smrti Roberta I. V tomto roku se taky stal hrad Nassau sídlem vládnoucího rodu a ten po něm získal jméno. Robertův syn Robert syn Walram I. (1154–1198) byl první panovník, který se již po právu nazýval hrabětem z Nassau.
Během 12. století získal rod území Herborner Mark, Kalenberger Zent, Heimau (Löhnberg) a "Panství Westerwald". Na konci 12. století získaly Nasavští rovněž Wiesbaden.
- Dudo-Oldřich Laurenburský (1060–1123)
- Robert I. (1123–1154), nebo také Ruprecht
- Arnold I. (1123–1148)
- Gerhard (1148–1151)
- Arnold II. (1151–1154)
- Robert II. (1154–1159)

- Walram I. (1154–1198), syn Roberta I.
- Jindřich I. (1158–1167), syn Arnolda I.
- Robert III. (1160–1191), syn Arnolda I.
- Jindřich II. (1198–1247), syn Walrama I.
- Robert IV. (1198–1230), syn Walrama I.
- Oto I. (1247–1255), hrabě z Nassau, Dillenburgu, Hadamaru, Siegenu, Herbornu a Beilsteinu
- Walram II. (1249–1255), hrabě z Nassau, Wiesbadenu, Idsteinu, a Weilburgu

Hrabě Jindřich II. získal Weilburg. Po jeho smrti v roce 1255 si jeho synové rozdělili území, takže starší Walram II. získal především hrabství Nassau-Weilburg, zatímco mladší Oto I. nabyl hrabství Nassau-Siegen a Nassau-Dillenburg (od 1328). Walram se stal zakladatelem starší linie a Otto naopak mladší linie.